# Walther Haffner
Walther Haffner (* 1925 in Altdorf bei Nürnberg; † 10. April 2002 in Wassertrüdingen am Hesselberg) war ein deutscher Kirchenmusiker.
Nach einer Ausbildung als Orgelbauer studierte Haffner Kirchenmusik an der Staatlichen Hochschule für Musik und Darstellende Kunst in Stuttgart. 1957 wurde er Bezirkskantor in Wunsiedel. 1976 wurde er zum Kantor der Rummelsberger Anstalten berufen. Er war als Orgelsachverständiger tätig. Für seine Leistungen wurde ihm der Titel eines Kirchenmusikdirektors verliehen.
Sein Sohn ist der Jazz-Schlagzeuger Wolfgang Haffner.

## Werke für Blechbläser
- Vom Himmel hoch, o Englein kommt
- Trompeten und Posaunen
- Christ ist erstanden
- Psalm 150